# Shion no ō
Shion no ō (しおんの王? lett. "Il re di Shion") è un manga scritto da Masaru Katori e disegnato da Jiro Ando. L'operà è stata serializzata sulla rivista Afternoon di Kōdansha da maggio 2004 a giugno 2008 ed è stata poi raccolta in otto volumetti tankōbon.
Dal fumetto è stata tratta anche una serie televisiva anime di 22 episodi prodotta da Studio Deen e un videogioco per Nintendo DS.

## Trama
Quando aveva cinque anni, i genitori di Shion Ishiwatari furono barbaramente uccisi mentre lei era in casa. La polizia non riuscì a rintracciare l'efferato assassino del quale avevano un solo indizio: il killer aveva portato via il re della scacchiera di shōgi. L'evento era stato tanto traumatico che la piccola Shion, unica superstite, smise di parlare. La bambina venne in seguito adottata dai vicini di casa dei genitori, la famiglia Yasuoka, che le insegnò a giocare a shogi, Shion si applicò moltissimo a imparare le regole e le strategie del gioco per poterlo praticare a sua volta. Divenuta adolescente e ancora completamente muta, la sua bravura inizia a farsi notare ai tornei a cui partecipa, l'obiettivo della ragazza è quello di diventare abbastanza brava e famosa da partecipare ai tornei nazionali e ritrovare l'assassino dei genitori, che Shion sospetta essere un giocatore di shogi a sua volta.
Le dinamiche delle varie partite nelle quali Shion si confronterà con vari avversari saranno non solo rappresentazioni di gioco, ma anche esemplificazioni di relazioni e interazioni tra i personaggi e le loro storie personali.

## Personaggi
Shion Yasuoka (安岡 紫音?, Yasuoka Shion)
Alla nascita Shion Ishiwatari (石渡 紫音?, Ishiwatari Shion), è la protagonista della storia. Quando aveva cinque anni assistette al massacro dei suoi genitori ad opera di un ignoto assassino. L'evento la traumatizzò al punto da renderla muta, infatti comunica solo scrivendo su un bloc-notes; in seguito venne adottata dalla famiglia Yasuoka, di cui acquisì il cognome. Poiché la morte dei genitori sembra legata al gioco dello shogi, di cui l'assassino ha prelevato la pedina del re dalla scacchiera posta sulla scena del delitto, la ragazza impara a giocare con l'obiettivo di diventare abbastanza brava e famosa da reincontrare il killer e vendicarsi. È doppiata da Ayako Kawasumi.
Makoto Hani (羽仁 真?, Hani Makoto)
Giocatore professionista di shogi a cui ci si riferisce spesso con il titolo di Meijin (名人?), Campione Mondiale di Shogi. Si scopre nel corso delle vicende che, dopo la morte della padre, ha abbandonato il fratello per inseguire il suo sogno di essere un giocatore professionista, inoltre sembra che da giovane conoscesse i genitori di Shion. Fu lui a ucciderli, infatti il suo obiettivo era di trasformare anche la ragazzina in una giocatrice professionista e vedere se sarebbe stata in grado di batterlo, tuttavia il padre di lei era contraria e questo scatenò la furia violentissima di Hani. Verrà arrestato al termine della partita proprio con Shion, non pentito di quanto fatto. È doppiato da Hozumi Gōda.
Satoru Hani (羽仁 悟?, Hani Satoru)
Fratello minore di Makoto e abbandonato da quest'ultimo dopo la morte della madre. Anche se nella vita fa l'impiegato, è a sua volta un buon giocatore di shogi e sogna un giorno di poter sconfiggere il fratello in una partita ufficiale. La sua fidanzata era impiegata presso i genitori di Shion e morì misteriosamente poco dopo il loro tragico omicidio. È doppiato da Masaya Matsukaze.
Ayumi Saitō (斉藤 歩?, Saitō Ayumi)
È un giocatore di shogi quindicenne, rivale di Shion. A causa della malattia della madre ha dovuto abbandonare la scuola per occuparsi di lei e pagarle le cure mediche che finanzia con i proventi dei tornei. Anche se partecipa ai tornei travestito da ragazza, è in realtà un maschio, questa scelta è dovuta al fatto che gli sponsor pagano le ragazze per competere. Solo dopo la metà della serie giocherà vestito da ragazzo. Durante le vicende si avvicina molto a Shion e inizia a provare dei sentimenti per lei, sostenendo di volerla proteggere, questo gli provocherà attimi di imbarazzo quando altri personaggi gli faranno ricordare ciò. È doppiato da Romi Park.
Shinji Yasuoka (安岡 信次?, Yasuoka Shinji)
Padre adottivo di Shion e, in origine, amico del suo vero padre. Gioca molto bene a shogi senza essere un professionista ed è lui che insegna alla ragazza a giocare. È doppiato da Yasunori Matsumoto
Sachiko Yasuoka (安岡 幸子?, Yasuoka Sachiko)
Madre adottiva di Shion e, come il marito, in origine amica degli Ishiwatari. È una donna piuttosto precisa e formale, che ama profondamente il marito e la figlia nonostante non sia sempre d'accordo con loro, per evitare ulteriori sofferenze e drammi dai quali cerca di proteggerli. È doppiata da Mariko Kouda.

## Manga
| Volume | Data            | ISBN              |
| ------ | --------------- | ----------------- |
| 1      | 22 ottobre 2004 | 978-4-06-314360-7 |
| 2      | 23 maggio 2005  | 978-4-06-314378-2 |
| 3      | 23 gennaio 2006 | 978-4-06-314403-1 |
| 4      | 21 giugno 2006  | 978-4-06-314418-5 |
| 5      | 23 maggio 2007  | 978-4-06-314445-1 |
| 6      | 23 ottobre 2007 | 978-4-06-314472-7 |
| 7      | 23 gennaio 2008 | 978-4-06-314485-7 |
| 8      | 23 maggio 2008  | 978-4-06-314505-2 |

## Anime
L'anime è stato realizzato dallo Studio Deen sul soggetto del manga omonimo. La messa in onda del primo episodio è stata su Fuji Television a partire dal 13 ottobre 2007, per un totale di 22 puntate.
La sigla di apertura è intitolata Lady Love e cantata da Rize, mentre la sigla di chiusura My Dear Friend da Thelma Aoyama.
| Episodio | Titolo                                                          | Messa in onda    |
| -------- | --------------------------------------------------------------- | ---------------- |
| 1        | Shion no Michi (しおんの道?, lett. "La strada di Shion")        | 13 ottobre 2007  |
| 2        | Himitsu (秘密?, lett. "Segreti")                                | 20 ottobre 2007  |
| 3        | Koma Oto (駒音?, lett. "Il suono dei pezzi dello shogi")        | 27 ottobre 2007  |
| 4        | Kishu (鬼手?, lett. "La mano del demone")                       | 3 novembre 2007  |
| 5        | Yūki no Itte (勇気の一手?, lett. "Una mossa coraggiosa")        | 10 novembre 2007 |
| 6        | Chōhatsu (挑発?, lett. "Provocazione")                          | 17 novembre 2007 |
| 7        | Asobi Koma (遊び駒?, lett. "Giocare con i pezzi")               | 24 novembre 2007 |
| 8        | Yume e no Tobira (夢への扉?, lett. "La porta dei sogni")        | 1 dicembre 2007  |
| 9        | Shitei (師弟?, lett. "Insegnante e allievo")                    | 8 dicembre 2007  |
| 10       | Omajinai (おまじない?, lett. "Portafortuna")                    | 15 dicembre 2007 |
| 11       | Giwako (疑惑?, lett. "Sospetto")                                | 22 dicembre 2007 |
| 12       | Kitsune no Yomi (狐の読み?, lett. "La predizione della volpe")  | 12 gennaio 2008  |
| 13       | Hyōriittai (表裏一体?, lett. "Due facce della stessa medaglia") | 19 gennaio 2008  |
| 14       | Chōsen no Fu (挑戦の譜?, lett. "Sfida personale")               | 26 gennaio 2008  |
| 15       | Toki no Kotae (時の答え?, lett. "La risposta del tempo")        | 2 febbraio 2008  |
| 16       | Tengan (天眼?, lett. "Chiaroveggente")                          | 9 febbraio 2008  |
| 17       | Dokushinjutsu (読心?, lett. "Lettura della mente")              | 16 febbraio 2008 |
| 18       | Todomatta Jikan (止まった時間?, lett. "Fermare il tempo")       | 23 febbraio 2008 |
| 19       | Yomigaewu Itte (甦る一手?, lett. "Rifare una mano")             | 1 marzo 2008     |
| 20       | Onigoroshi (鬼殺し?, lett. "Uccisore di demoni")                | 8 marzo 2008     |
| 21       | Shinhannin (真犯人?, lett. "Il vero colpevole")                 | 15 marzo 2008    |
| 22       | Ashita e (明日へ?, lett. "Verso domani")                        | 22 marzo 2008    |